# Samuel Leopold von Schmettau
Samuel Leopold von Schmettau (2. oktober 1743 i Berlin – 10. februar 1830 i Kiel) var en dansk amtmand.
Han var søn af preussisk gehejmeråd og kammerdirektør Heinrich Wilhelm von Schmettau og Friederike Wilhelmine f. von Schmettau, datter af gehejmeråd Frederik Vilhelm Schmettau. 1754 kom han til Danmark, blev året efter page og 1763 kammerpage hos kronprins Christian (VII). 1766 fik han titel af kammerjunker. 1767 tog han afsked som kammerpage hos kongen og udnævntes året efter til opvartende kammerjunker hos Arveprins Frederik. 1770 blev han kammerherre og fik 1774 bestalling som amtmand i Hytten Amt og de slesvigske domkapitelsdistrikter samt året efter over Aabenraa og Løgumkloster Amter. 1782 fik han det hvide bånd, tog 1802 afsked fra statstjenesten og flyttede til Kiel, hvor han døde ugift 10. februar 1830.
I sit otium forfattede Schmettau flere afhandlinger om Struenseeperioden, men om disses skæbne ved man intet. Hans selvbiografiske optegnelser er trykt i Preetzer Wochenblatt 1838-39. Schmettau, der var en trofast ven af Ove Høegh-Guldberg, nærede varme danske sympatier.